# Bowlus
Bowlus – miasto w Stanach Zjednoczonych, w stanie Minnesota, w hrabstwie Morrison.